# Paul Lehmann
Paul Lehmann (Braunschweig, 13 luglio 1884 – Monaco di Baviera, 4 gennaio 1964) è stato un paleografo e filologo tedesco.

## Biografia
Figlio di Gustav Lehmann e Louisa Meyer, dopo aver frequentato le scuole della città natale, si iscrisse all'Università di Gottinga. Nel 1911 successe al paleografo Ludwig Traube come docente all'Università Ludwig Maximilian di Monaco, divenendo sei anni più tardi professore di filologia latina medievale.
Autore di una tesi su Franciscus Modius e di una Habilitationsschrift su Johannes Sichardus, diede numerosi contributi alla Sitzungsberichte der bayerischen Akademie. È noto soprattutto per Parodie im Mittelalter (1922). È stato anche autore di Pseudo-Antike Literatur des Mittelalters (1927) e pubblicato Mittelalterliche Bibliothekskataloge Deutschlands und der Schweiz.
Con il medievista tedesco Max Manitius curò il terzo volume della Geschichte der lateinischen Literatur des Mittelalters ("Storia della letteratura latina del Medioevo"). Parodie im Mittelalter del 1922 è il suo testo fondamentale.
Nel 1926 fu eletto membro corrispondente corrispondente della Medieval Academy of America nel 1926. In occasione del sessantacinquesimo compleanno, gli fu dedicato un Festschrift dal titolo Liber Floridus, dato alle stampe nel 1950.